# Foradada de Toscar
Foradada de Toscar är en ort i Spanien.   Den ligger i provinsen Provincia de Huesca och regionen Aragonien, i den nordöstra delen av landet, 400 km nordost om huvudstaden Madrid. Foradada de Toscar ligger 1 024 meter över havet och antalet invånare är 204.
Terrängen runt Foradada de Toscar är kuperad söderut, men norrut är den bergig. Runt Foradada de Toscar är det mycket glesbefolkat, med 2 invånare per kvadratkilometer. Närmaste större samhälle är Castejón de Sos, 16,1 km nordost om Foradada de Toscar. 